# بركان الجليد

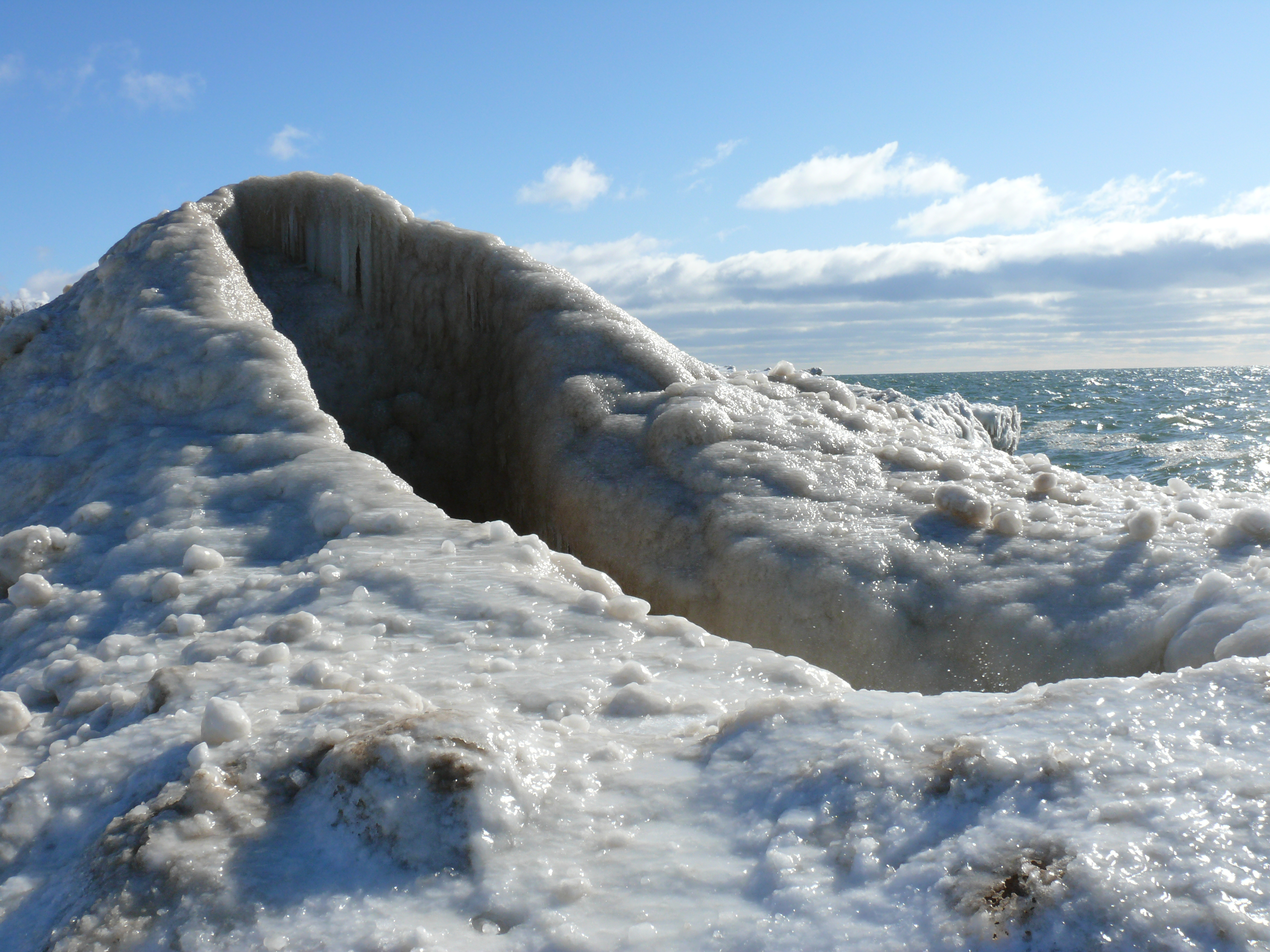
بركان جليدي فوق بحيرة ميشيغان

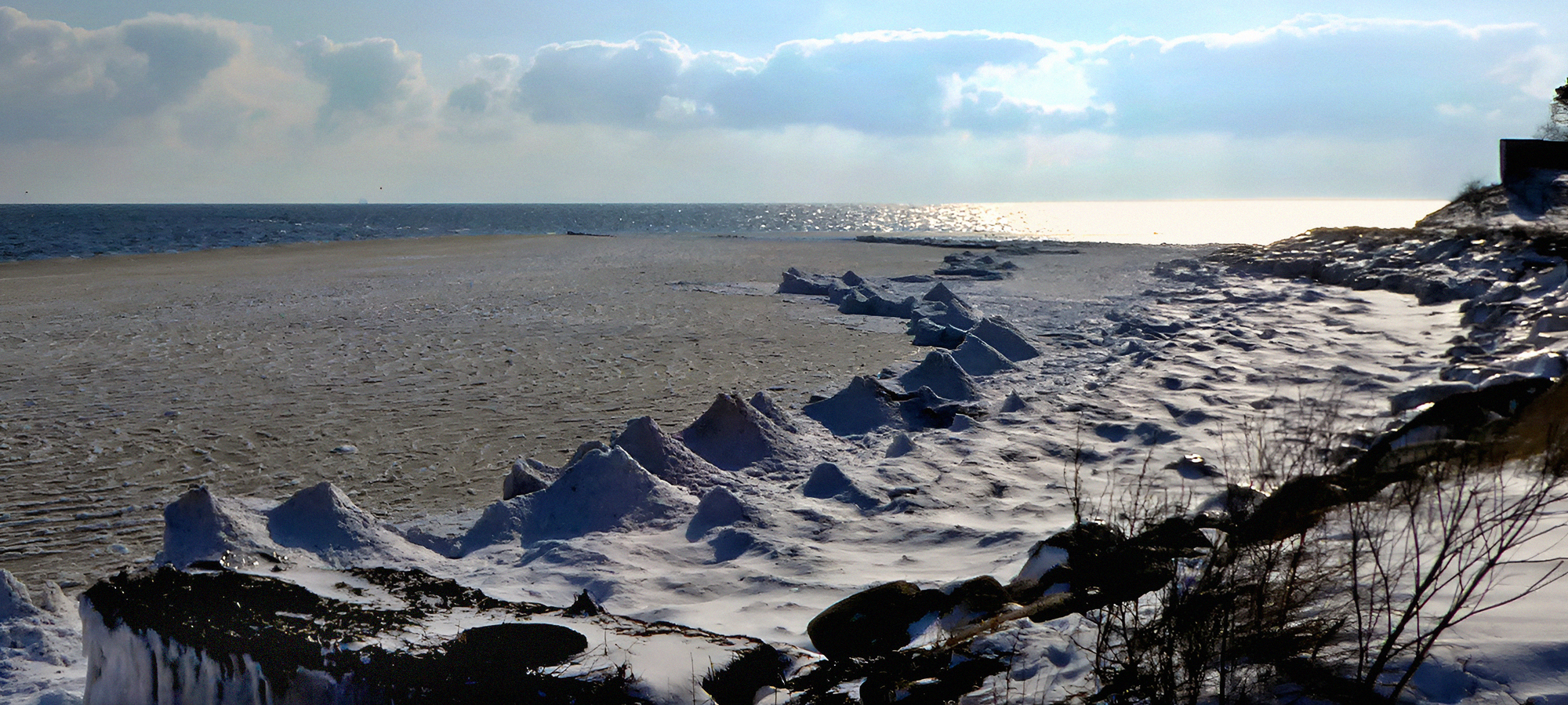
براكين الجليد في يستاد، السويد، 2018

البركان الجليدي هي كومة مخروطية من الجليد تتشكل فوق بحيرة أرضية عن طريق ثوران المياه وتدفقها عبر الجرف الجليدي. تعتمد هذه العملية على الأمواج، حيث توفر الرياح الطاقة اللازمة للأمواج لتخترق الجليد وتخلق تكوينات تحاكي شكل ونشاط البراكين.  يتجمد الماء السائل والطين بعد قذفهما إلى الغلاف الجوي ويعودان إلى السطح، ما يؤدي إلى نمو التكوين. وقد ينفجر الجليد أيضًا. هذه الظاهرة ملحوظة غالبًا على طول الساحل الجنوبي لبحيرة إيري وبحيرة أونتاريو، عندما تكون درجة الحرارة أقل من درجة التجمد وتهب الرياح على الشاطئ بسرعة لا تقل عن 40 كم/س (25 ميل/س). ومن المعروف أن هذه الظاهرة تقلل من تآكل السواحل هناك. هذه التكوينات مؤقتة: فهي تُدمّر في كثير من الأحيان بسبب العواصف والطقس الدافئ، وبمجرد أن تتجمد البحيرة بالكامل، لا يعود من الممكن حدوث ثوران بركاني. 
لا يوجد اسم إجماعي لهذه الظاهرة. بسبب تشابهه البصري مع البراكين وخاصة البراكين الجليدية، يُستخدم مصطلح "بركان الجليد" بشكل متكرر، لكنه لا يزال مثيرًا للجدل.  على عكس الفوارات الحارّة والتركيبات الجغرافية ذات الصلة، فإن البراكين الجليدية ليست حرارية مائية.
وقد تجتذب هذه التشكيلات عدداً من الزوار، لكنها خطيرة، ويحذر الخبراء من احتمال سقوط الناس عبر الجليد أو الانزلاق إلى البحيرة الباردة. وتستخدم طيور البوم الثلجي البراكين الجليدية كمنصات للصيد للبحث عن الطيور المائية.  